# Мохтар Дуїб
Мохтар Дуїб (араб. المختار ذويب, нар. 23 березня 1952, Сфакс) — туніський футболіст, що грав на позиції захисника. Відомий за виступами в туніському клубі «Сфаксьєн» та саудівському «Аль-Насрі», а також національній збірній Тунісу. Дворазовий чемпіон Тунісу, чемпіон Саудівської Аравії.

## Клубна кар'єра
Мохтар Дуїб розпочав виступи в дорослому футболі у 1972 році в складі команди зі свого рідного міста «Сфаксьєн», в якій провів сім сезонів. У сезоні 1977—1978 років став у складі команди чемпіоном Тунісу. Протягом 1979—1980 років захищав кольори саудівського клубу «Аль-Наср» (Ер-Ріяд), у складі якого став чемпіоном Саудівської Аравії. У 1980 році повернувся до «Сфаксьєна», у складі якого став чемпіоном країни в сезоні 1980—1981 років. Завершив виступи на футбольних полях по закінченні сезону 1981—1982.

## Виступи за збірну
1976 року дебютував в офіційних матчах у складі національної збірної Тунісу. У складі збірної був учасником чемпіонату світу 1978 року в Аргентині, на якому зіграв два матчі групового турніру зі збірними Польщі та Мексики, після групового етапу туніська збірна припинила виступи на чемпіонаті. У складі збірної Мохтар Дуїб грав до 1979 року.